# Masakr na farmě Ovčara
Masakr na farmě Ovčara (chorvatsky Masakr na Ovčari, nebo jen krátce Ovčara, v srbské cyrilici Масакр на Овчари) je válečný zločin, který se odehrál v noci z 20. na 21. listopadu 1991 na prasečí farmě Ovčara nedaleko Vukovaru. Srbští ozbrojenci tehdy zavraždili cca 250–260 osob, mezi oběťmi byli jak chorvatští vojáci a civilisté, tak i několik příslušníků jiných národů, buď stojících na chorvatské straně v Bitvě o Vukovar, či západních novinářů a dobrovolníků.
Událost patří mezi největší masakry Chorvatské války za nezávislost, pro Chorvaty se stala jedním ze symbolů války a především jejích obětí.

## Předehra masakru
Během roku 1991 se někdejší Jugoslávie začala rozpadat. Poté, co 25. června 1991 oznámilo Chorvatsko vystoupení ze svazku Jugoslávie, se stupňovaly již existující národnostní rozbroje a násilnosti až po vypuknutí války za nezávislost Chorvatska. Během ní také od 25. srpna do 18. listopadu 1991 probíhala bitva o Vukovar, který leží prakticky na hranici Chorvatska se Srbskem (odděluje je pouze řeka Dunaj). V rámci bitvy toto (dosud převážně chorvatské) město 16. listopadu 1991 dobyly srbské jednotky Jugoslávské lidové armády (JLA) a srbských polovojenských skupin.
Po skončení bitvy o Vukovar se v budově místní nemocnice nacházely stovky raněných vojáků i civilistů. Podle dohody chorvatského a jugoslávského politického vedení měli být ranění nesrbského původu z oblasti evakuováni. Příslušníci srbských paravojenských jednotek a ranění z řad JLA přitom obviňovali personál nemocnice, že srbským pacientům neposkytuje potřebnou péči a že zde působí agenti chorvatské gardy.
Prasečí farma Ovčara, nacházející se cca 5 km jihovýchodně od Vukovaru, byla už v říjnu 1991 přeměněna v zajatecký tábor, kam byli umisťováni chorvatští zajatci předtím, než byli převezeni do věznice ve Sremské Mitrovici či do kasáren JLA v Srbsku. Celkem se jednalo o cca 3–4 tisíce lidí.
V pondělí 18. listopadu 1991 bělehradská státní televize opakovaně odvysílala reportáž, ve které srbský fotograf Goran Mikić prohlásil, že ke konci bitvy o Vukovar chorvatští vojáci v obci Borovo Naselje v budově základní školy podřezali 41 srbských dětí. Přestože si Mikić tuto událost vymyslel a nepodložil ji jediným důkazem, převzali ji bez ověření i zpravodajové agentury Reuters a vzápětí se stala rozbuškou dalšího, ale už skutečného násilí o několik hodin později.

## Průběh masakru
Ve středu 20. listopadu 1991 začala deportace nesrbských osob z vukovarské nemocnice. Nad jejím průběhem měli dohlížet pozorovatelé Mezinárodního červeného kříže. Evakuaci osob z vukovarské nemocnice nicméně neprovedla armáda; nýbrž příslušníci srbských paravojenských jednotek, kteří Červenému kříži zcela znemožnili práci. Zhruba 400 lidí, s faktickým statusem válečného zajatce, bylo z areálu nemocnice transportováno na Ovčaru, v tu dobu pod správou legální armády. Tam je ozbrojenci podrobili výslechu a zpravidla zbili, většinu (cca 260) lidí internovali v hangáru, který jinak sloužil jako garáž zemědělské techniky. Menší část zajatců byla propuštěna.

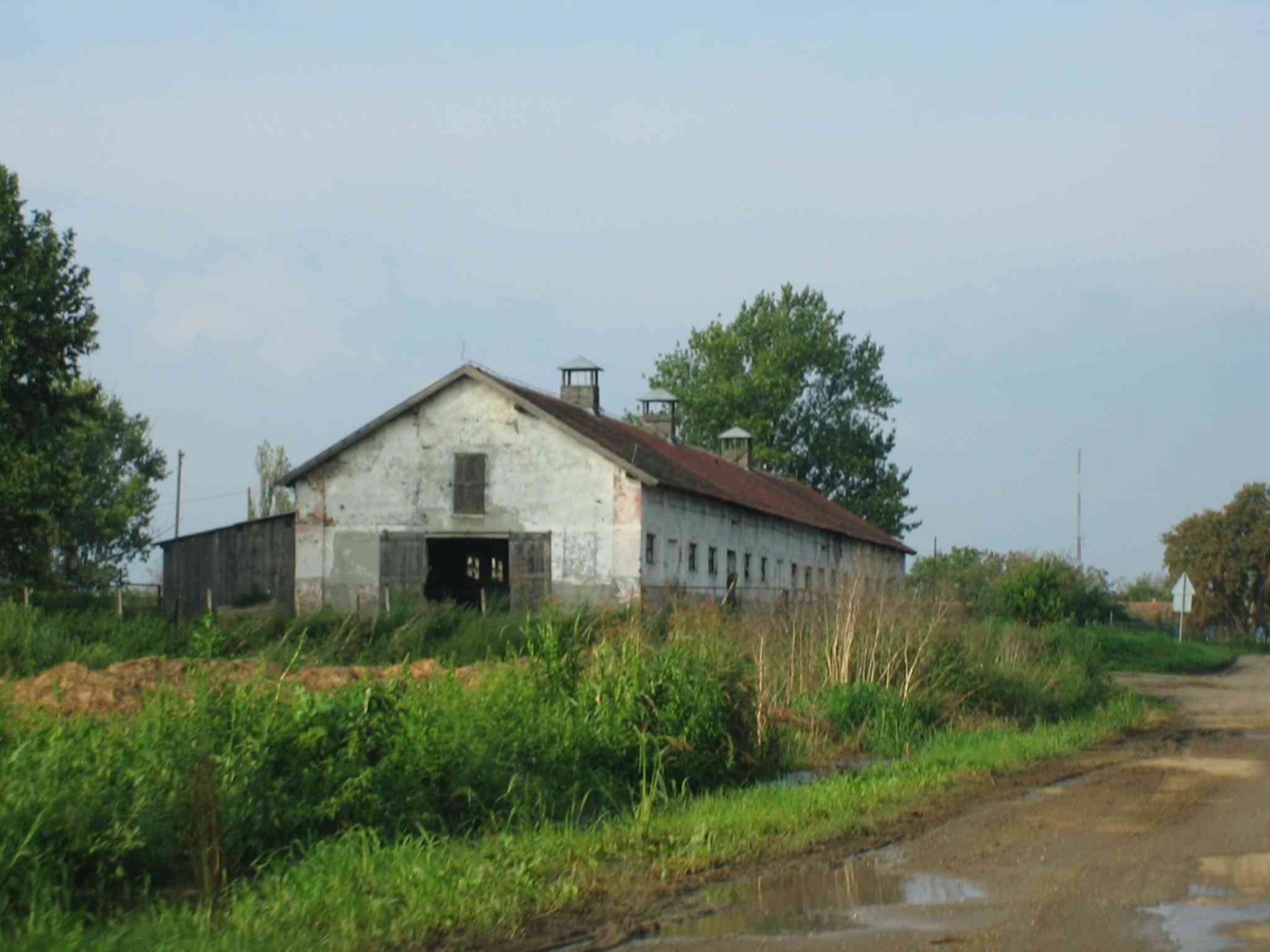
Budova, ve které bylo internováno cca 200 raněných chorvatských vojáků a civilistů, později zastřelených příslušníky srbských paravojenských jednotek

Armádní jednotka, která podle ženevských konvencí měla zajišťovat bezpečnost zajatců, se však na příkaz plukovníka Mileho Mrkšiće během odpoledne z Ovčary stáhla a předala správu farmy srbským ozbrojencům. Ti po setmění začali vyvádět zajatce ven z hangáru ve skupinách po cca dvaceti lidech, nakládat na traktorem tažený valník a převážet na konec areálu k jamám, které během dne buldozerem vyhloubili v místě smetiště pro uhynulá prasata. Tam zajatce zastřelili a naházeli do hromadného hrobu. Na tomto násilí se osobně podílel i Slavko Dokmanović, staronový starosta Vukovaru, který přitom měl správně hlídat bezpečí zajatců.
Ve čtvrtek 21. listopadu 1991 před rozedněním byl masakr ukončen po zavraždění všech zajatců. Jámy s mrtvolami byly buldozerem opět zasypány zemí. Srbští ozbrojenci pak areál definitivně opustili 26. prosince 1991.
Jediným člověkem, který akci přežil, byl Chorvat s českými kořeny Zdenko Novak. Ten totiž během převozu z hangáru pochopil, že na konci cesty je čeká smrt, a jelikož srbští ozbrojenci byli pouze v kabině traktoru a samotný valník nikdo přímo nehlídal, dokázal z něj vyskočit a utéct. Ani přes naléhání jeho příkladu nikdo nenásledoval...

## Následné dění
Masakr zůstal utajen před veřejností i poté, co Zdenko Novak utekl až do Záhřebu. Tam o rok později kontaktoval forenzního antropologa Clyde Snowa, kterého předtím Mezinárodní trestní tribunál pro bývalou Jugoslávii povolal vyšetřovat hromadné hroby, a sdělil mu podrobnosti o masakru.
Snow identifikoval masový hrob u Ovčary v prosinci 1992. Po odhalení ostatků devíti lidí však tehdejší srbská správa oblasti znemožnila další vyšetřování, Snow tak alespoň zajistil hlídání areálu čerstvými jednotkami UNPROFOR, aby hrob nemohl být před vyšetřením zlikvidován. Až v létě 1996, kdy už Vukovar s okolím přestaly být součástí Srbska a dostaly se pod mezinárodní správu UNTAES, zajistil exhumaci hrobu generál Jacque Paul Klein, vedoucí administrativní pracovník OSN pro východní Slavonii.

## Vyšetřování a soud
V srpnu 1996 byla zahájena exhumace obětí, trvající 40 dní. Během ní se našly ostatky 200 lidí, z toho 193 bylo postupně identifikováno. Ostatky dalších cca 60 osob se dosud nepodařilo objevit.
Za zjevný válečný zločin, spočívající v předání válečných zajatců srbským paravojenským formacím, bylo od 7. listopadu 1995 postupně obviněno a souzeno celkem 19 osob z řad důstojnictva Jugoslávské lidové armády i civilistů.
Mezinárodní tribunál pro bývalou Jugoslávii v Haagu vynesl 27. září 2007 rozsudek nad bývalými důstojníky JLA, podle kterého měl za prokázané, že sice bití, týrání a zavraždění nejméně 194 válečných zajatců výslovně nerozkázali, ale dopomáhali jim. Plukovník Mile Mrkšić byl odsouzen ke 20 letům vězení, major Veselin Šljivančanin k 5 letům (později zpřísněno na 17 let). Kapitán Miroslav Radić byl zproštěn obvinění, protože prokázal, že se na vyčleňování a transportu nesrbských zajatců ani nepodílel, ani o něm předem nevěděl. Starosta Slavko Dokmanović odsouzen nebyl, protože v červnu 1998 spáchal sebevraždu.  
Dalších 14 osob, které se na masakru podílely, později odsoudily srbské soudy k mnohaletým trestům (dohromady 214 let odnětí svobody).  

## Pozdější politický přístup

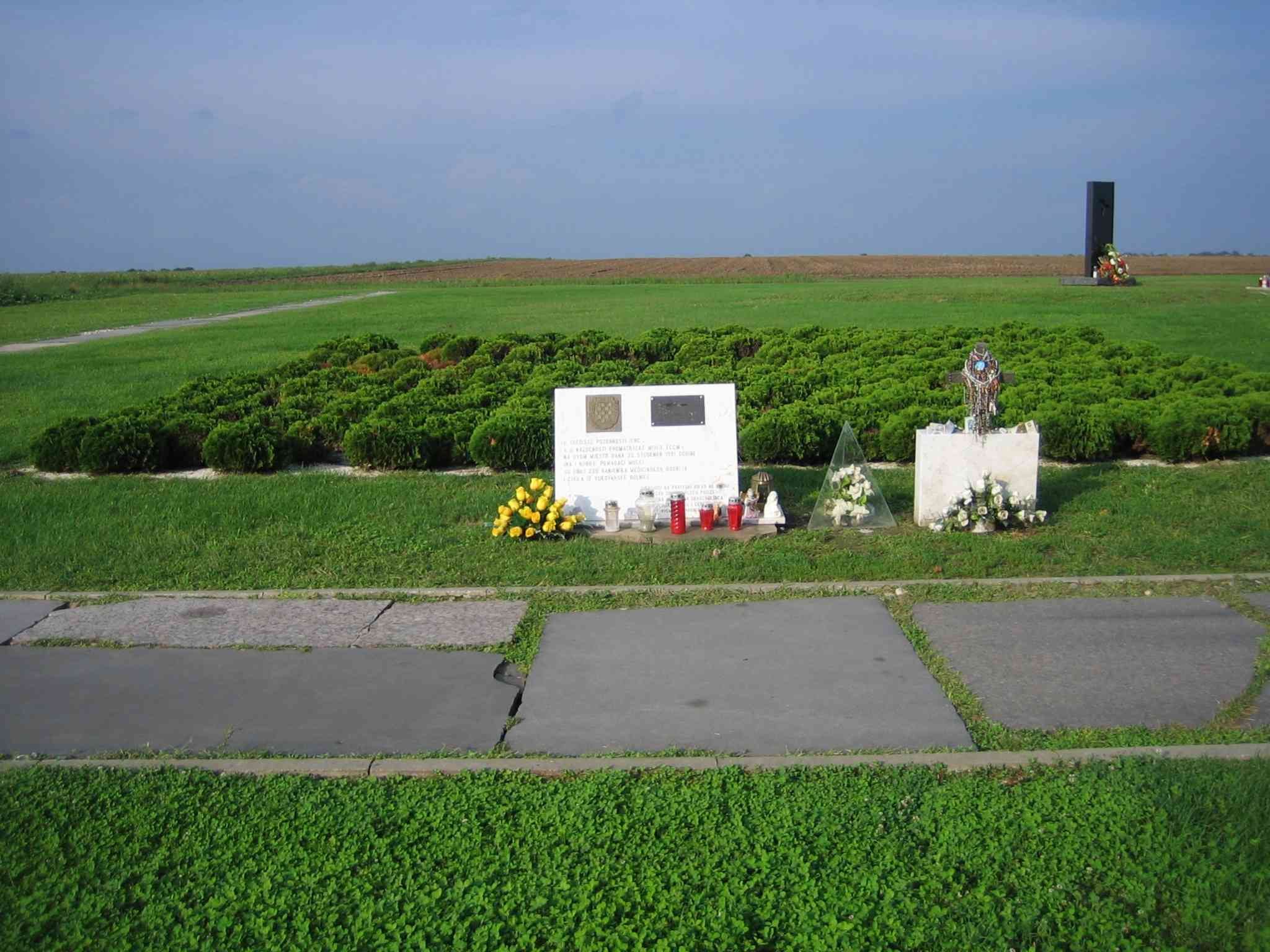
Památník nedaleko místa, kde došlo k masakru

V roce 2010 navštívil Vukovar tehdejší srbský prezident Boris Tadić a spolu se svým chorvatským protějškem Ivem Josipovićem položil věnce k památníku obětí. Také se oficiální cestou omluvil za masakr, ke kterému na farmě Ovčara došlo. Ve svém projevu se jasně distancoval od praktik Srbska 90. let 20. století a vyslovil se za demokratické Srbsko, které bude hledat cestu míru a spolupráce se svými sousedy, především Chorvatskem.

## Ohlasy v kultuře
Masakru v Ovčaře se věnuje Vladimír Dzuro, bývalý vyšetřovatel mezinárodního tribunálu, ve své knize Vyšetřovatel, démoni balkánské války a světská spravedlnost. Jeho přímá vyjádření jsou také součástí dokumentu Past na balkánské vrahy, který v rámci pořadu Téma Plus odvysílal Český rozhlas Plus v květnu 2025. 